# Calais (Maine)
Calais è una città di 3.447 abitanti degli Stati Uniti d'America, situata nella Contea di Washington nello Stato del Maine. Diede i natali alla scrittrice Harriet Elizabeth Prescott Spofford (1835-1921).